# IPad (第十代)
第十代iPad（英語：tenth-generation iPad）是由苹果公司所开发、销售的平板电脑，并于2022年10月18日在苹果商店上架的第十代iPad。存在着不同的称呼（第十代iPad、iPad 2022以及作为俗称的iPad 10），操作系统采用iPadOS 16，搭载A14仿生芯片，采用10.9英寸Liquid 视网膜显示屏；移除了正面home键，将Touch ID集成到侧边电源键;配备1200万像素广角后置摄像头和横向1200万像素超广角前置摄像头；采用Type-C接口，支持20W快充；支持第一代Apple Pencil和妙控键盘。

## 颜色
第十代iPad有银色、蓝色、粉色、黄色四种配色。
取消了之前第九代的太空灰。

## 时间线
|  |

## 另請參閱
- iPad
- 蘋果公司
- iPad (第九代)

## 备注
1. ↑  1 GB = 1 billion bytes

| 前任： iPad (第九代) | iPad (第十代) 2022年10月 | 繼任： iPad (第十一代) |